# Tengeri csata a Leyte-öbölben
A Tengeri csata a Leyte-öbölben, vagy Leyte-öbölbeli csata illetve régebbi nevén a 2. Fülöp-szigeteki tengeri csata a második világháború legnagyobb tengeri ütközete volt (többek szerint a világtörténelem legnagyobb tengeri csatája).
A csatában, amelyet 1944. október 23. és október 26. között vívott Japán az Amerikai Egyesült Államok haditengerészete ellen, a japán haditengerészet gigantikus tengeri hadműveletben, mindent egy lapra téve fel próbálta meg elhárítani a Fülöp-szigeteken október 20-án megindult amerikai partraszállást.
A ravasz japán haditerv tudatosan feláldozta a maradék repülőgép-hordozókat annak érdekében, hogy elcsalja velük a partraszálló flottát fedező amerikai főerőket. A partraszálló erőket ezután támadta meg a világ legnagyobb csatahajóit felvonultató japán főerő. Miközben az amerikai főerők a japán repülőgép-hordozókat üldözték, a partraszálló flotta gyenge kísérőhajói önfeláldozó hősiességgel megállították és visszafordulásra kényszerítették az aránytalan túlerőben lévő japán csatahajó flottát.
Végeredményben a japán flotta súlyos vereséget szenvedett, elvesztette hadihajóinak színe-javát. A csatát túlélő nagy japán hadihajók üzemanyag hiányában a háború további részében nem hagyták el kikötőiket és nem vettek részt érdemi harcokban. A csata során vetett be Japán első ízben tömegesen kamikaze-repülőket.

## Előzmények
Az 1942 augusztusától 1944 elejéig tartó hadmozdulatokban a szövetségesek visszahódították a Japán Birodalom által a háború elején elfoglalt szigetek nagy részét a Csendes-óceán déli és középső térségében, valamint megkerültek és elszigeteltek több jelentős japán bázist (a legjelentősebb Rabaul volt). 1944 júniusában az Egyesült Államok hadereje elfoglalta az Északi-Mariana-szigeteket, amelyekről felszállva az amerikai B–29-es bombázók már képesek voltak a japán anyaország elleni támadásra.
A Mariana- és Palau-szigetek (Peleliu) elfoglalását a japánok a Filippínó-tengeri csata néven ismert ellentámadással próbálták megakadályozni, amelyben súlyos vereséget szenvedtek, elveszítve három legerősebb repülőgép-hordozójukat, és kb. 600 harci repülőgépet, köszönhetően az ekkorra beérő amerikai haditengerészeti fejlesztéseknek (például a radaralapú felderítés, csapat- és tűzvezetés). A japán haditengerészeti légierő gyakorlatilag megsemmisült.

### Szövetséges tervek

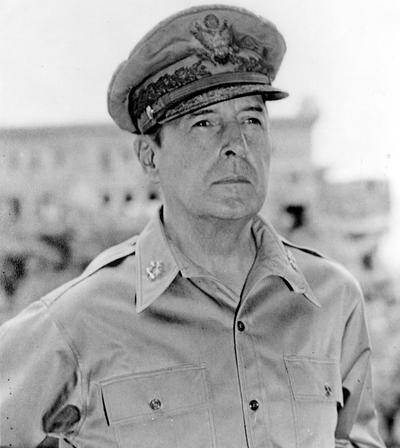
Douglas MacArthur

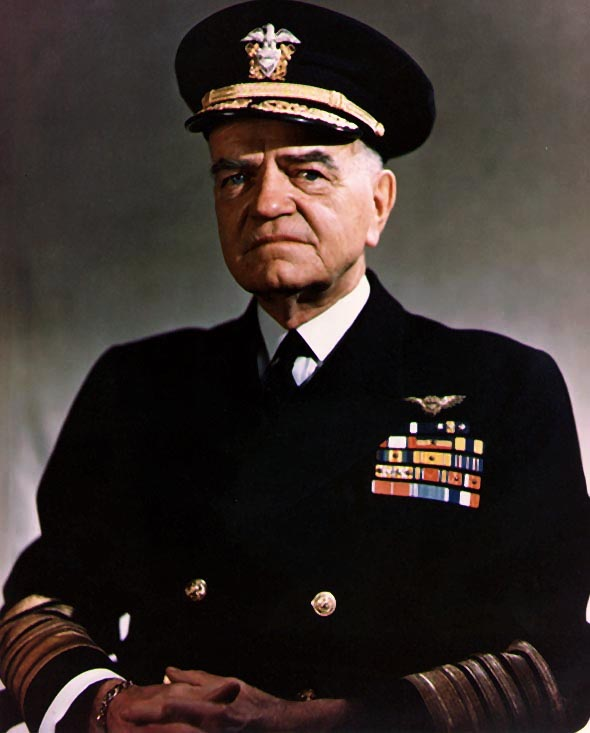
William Frederick Halsey, Jr.

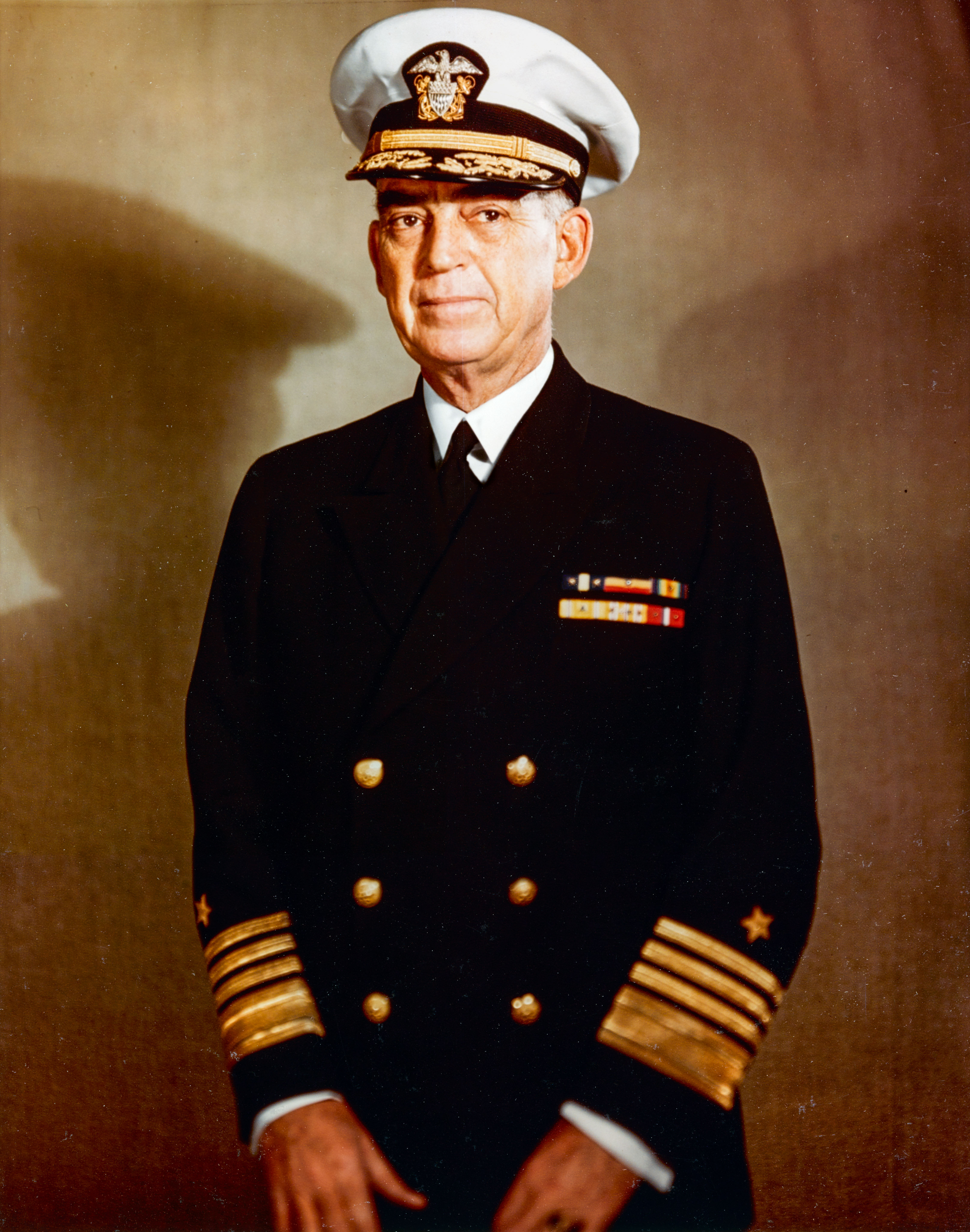
Thomas C. Kinkaid

A háború folytatására két eltérő elképzelés fogalmazódott meg az amerikai hadvezetés köreiben: King admirális és a haditengerészet parancsnokai általában úgy gondolták, hogy a Fülöp-szigeteket a többi nagy japán bázishoz hasonlóan el kell szigetelni, és a szigeteken túlhaladva Tajvan irányába kell támadni, elvágva ezzel a Japán és Délkelet-Ázsia közötti kulcsfontosságú kereskedelmi utakat, és így viszonylag gyorsan térdre kényszeríteni az utánpótlásától megfosztott japán anyaországot. Tajvan megszállása után Kína irányába is nyitva állt volna az út, ahol az Amerikai Egyesült Államok erős befolyást szeretett volna szerezni.
Douglas MacArthur tábornok, és a szárazföldi parancsnokok többsége azzal érvelt, hogy a Fülöp-szigetek megkerülése túl kockázatos, tekintettel az ott állomásozó jelentős japán repülőerőkre. MacArthur tábornoknak, aki 1942-ben a Fülöp-szigeteket elveszítő szövetséges erők parancsnoka volt, a szigetek felszabadítása fontos személyes ügye is volt.
A tábornokok és admirálisok közti vitát személyesen Roosevelt elnök segített eldönteni, és egy MacArthur tábornok, Nimitz tengernagy és az elnök közötti személyes megbeszélés után Nimitz beadta a derekát és MacArthur terve mellé állt. A döntésben valószínűleg az is szerepet játszott, hogy 1944-ben (illetőleg a Németország elleni harcok befejeztéig) a szövetségeseknek nem volt elegendő szárazföldi katonájuk a Tajvan elleni partraszálláshoz.
Ennek megfelelően az a döntés született, hogy MacArthur csapatai a Fülöp-szigetek központi részén lévő Leyte szigetén szállnak partra. A partraszállító flottillát és a hajófedezetet a Kinkaid admirális parancsnoksága alatt álló amerikai 7. flotta adta, amelyhez amerikai hadihajókon kívül ausztrál egységek is tartoztak (két nehézcirkáló, a Shropshire és az Australia, valamint az Arunta romboló).
A William F. Halsey parancsnoksága alatt hajózó amerikai 3. flotta, a hozzá tartozó 38. harccsoporttal (a „gyors hordozó-csapásmérő kötelék” angolul Fast Carrier Task Force, Marc Mitscher parancsnoksága alatt) biztosította a távoli tengeri és légifedezetet a partraszálló csapatok számára. Halsey Nimitznek október 22-én írt jelentésében megemlíti Mitscher véleményét, aki szerint a japán flotta légiereje már a múlté, hiszen a flottakötelék parancsnoka Spruance tengernaggyal együtt részese volt a négy hónappal korábbi Filippínó-tengeren lezajlott „nagy pulykalövészetnek”, ahol a japán tengerészeti repülőerők meglehetősen csekély erőt képviseltek, de annál jelentősebb veszteségeket szenvedtek. Halsey felülbírálta Mitschert és érthető módon még mindig potens légierőként számolt Ozava repülőgép-hordozóivel. Nem tudhatta, hogy a japán tengernagy hordozóin jóformán már nincsenek repülőgépek és azokat csak csalétekként alkalmazzák majd.
A terv súlyos problémája volt, hogy a hadműveletnek nem volt szövetséges főparancsnoka, az egyes magasabbegységek önállóan harcoltak, illetve tevékenységüket Nimitz csendes-óceáni főparancsnoksága hangolta volna össze, a több ezer km-re lévő Pearl Harborból. A megfelelő vezetés és összehangoltság hiánya – kommunikációs problémákkal súlyosbítva – krízishelyzetekhez és kis híján katasztrófához vezetett. Egyedül a magasan képzett amerikai kötelékparancsnokok és az egységparancsnokok önfeláldozásán múlott az amerikai győzelem.

### Japán előkészületek

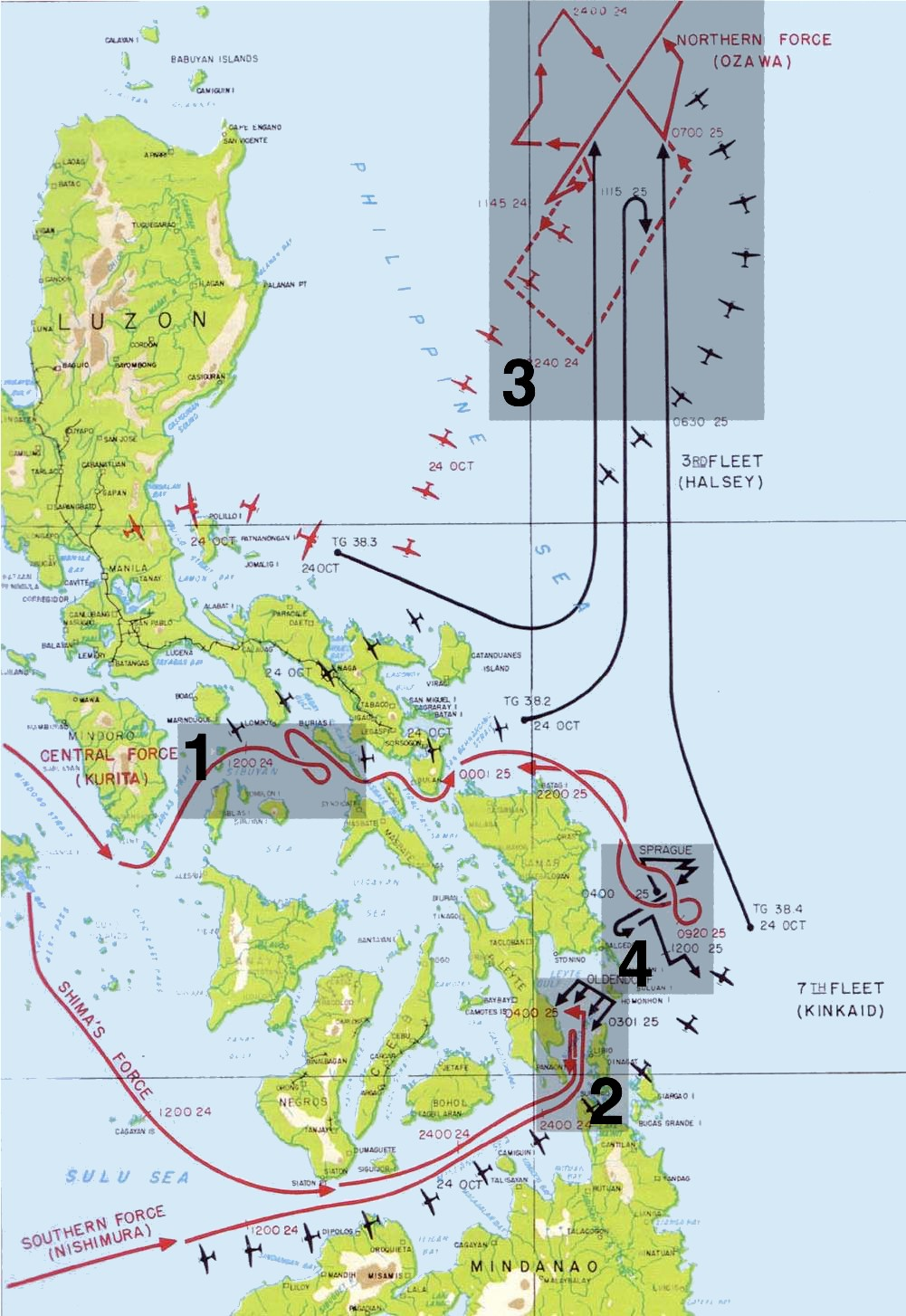
A négy fő összecsapás a Leyte-öbölben. 1. Sibuyan-tengeri csata 2. Csata a Surigao-szorosban 3. Az Engaño-foki csata 4. Csata a Samar-szigetnél

A szövetségesek előtt álló lehetőségek nyilvánvalóak voltak a japán hadvezetés számára is. A japán egyesített flotta parancsnoka, Szoemu Tojoda négy „győzedelmes” haditervet készített elő:
- Só-Gó 1 (捷１号作戦) a Fülöp-szigetek térségében bekövetkező amerikai támadásra válaszul,
- Só-Gó 2 a Tajvan elleni hadművelet esetére,
- Só-Gó 3 a Rjúkjú-szigetek elleni esetleges támadásra válaszul, és a legkevésbé valószínű változat,
- Só-Gó 4 a Kuril-szigetek elleni támadásra válaszul.

Mind a négy terv nagyszabású, szinte a teljes maradék japán flottát egy döntő csatára felvonultató hadműveletet irányzott elő, amely még siker esetén is felemésztette volna a teljes rendelkezésre álló japán üzemanyag-készletet.
1944. október 12-én az amerikai 3. flotta repülőgép-hordozókról felszálló repülőgépei támadást intéztek a Rjúkjú-szigetek és Tajvan ellen, azzal a céllal, hogy felőröljék az ottani légierőt és így megakadályozzák annak harcba vetését az eljövendő leyte-i partraszállás ellen. A japánok 3 nap alatt mintegy 600 repülőt veszítettek, szinte teljes légierejüket a térségben és beindították 2. számú haditervüket.
Október 20-án megindult a partraszállás a Leyte-sziget keleti partján, így a japánok lefújták a 2. terv végrehajtását és átváltottak az első számúra.
Az 1. számú terv három csoportra osztotta a japán flottaerőket:
- Északi flotta: Ozava Dzsiszaburó tengernagy parancsnoksága alatt a maradék japán repülőgép-hordozókból és kísérőhajóikból állt. Mivel repülőgépek és személyzet hiányában a hordozókon számottevő repülőkötelékek nem voltak, a flotta a csalétek szerepét kapta. A hadszíntértől északra navigálva az volt a feladata, hogy magára csalja a partraszállást fedező amerikai flottát.
- Déli flotta: Nisimura Sódzsi parancsnoksága alatt délről, a Surigao-szoroson keresztül közelítette volna meg a partraszálló flottát.
- Központi flotta (főerők): a Japán Császári Haditengerészet legerősebb csatahajóiból álló kötelék, Kurita Takeo parancsnoksága alatt nyugatról, a San Bernardino szoroson keresztül hajózva támadta volna meg az ellenséget.

A terv számolt a három flotta bármelyikének teljes elvesztésével, de ezt Tojoda tengernagy a háború után így indokolta meg amerikai kihallgatóinak:
„Tudtuk, hogy ha elveszítjük a Fülöp-szigeteket, hiába marad meg a flotta és tér vissza Japánba, nem lett volna üzemanyaga további hadműveletekre. Ha nem tér vissza Japánba, hanem a déli vizeken marad, ott sem tudtuk volna ellátni sem üzemanyaggal, sem lőszerrel. Így hiába éli túl a flotta a csatát a Fülöp-szigeteknél, utána úgysem tudtunk volna a hajókkal mit kezdeni.”

## Tengeralattjáró-akció a Palawan-szorosban
Az amerikai támadás hírére riadóztatott japán főerő kihajózott Bruneiben lévő támaszpontjáról. A Kurita admirális parancsnoksága alatt hajózó flotta öt nagy csatahajóból (Jamato, Muszasi, Nagató, Kongó, Haruna), tíz nehézcirkálóból (Atago, Maja, Takao, Csókai, Mjókó, Haguro, Kumano, Szuzuja, Tone és Csikuma), két könnyűcirkálóból (Nosiró és Jahagi) és 15 rombolóból állt.
A hajók október 22–23-e éjszakáján közelítették meg Palawan szigetét, útban Leyte felé. A Palawan és Borneó közti szorosban két amerikai tengeralattjáró, a USS Darter és a USS Dace járőrözött. 0 óra 16 perckor a Darter radarja észlelte a japán flottát kb. 27 km távolságban. A tengeralattjáró kapitánya azonnal jelentést küldött a parancsnokságnak az észlelt hajórajról és mindkét egység teljes gőzzel a flotta megközelítésére indult. A rádióforgalmat észlelte a japán flotta is, de nem rendeltek el riadót.
Több órás teljes sebességű felszíni hajózás után a két tengeralattjáró megelőzte a flottát és támadópozícióba került. A kapitányok parancsot adtak a lemerülésre és a torpedók élesítésére. A hajnal első fényeinél, 5:24-kor a Darter hat torpedót indított, amelyek közül legalább négy eltalálta Kurita zászlóshajóját, az Atagót. Tíz perc múlva a Darter további két találatot ért el az Atago testvérhajóján, a Takao nehézcirkálón. 5:56-kor a Dace ért el négy találatot az ugyanabba az osztályba tartozó Maja cirkálón.
Az Atago és a Maja gyorsan elsüllyedt. A Takao – súlyosan megrongálódva – visszafordult Brunei felé, és két romboló kíséretében megpróbált visszavergődni a kikötőbe. A két tengeralattjáró követte a sérült cirkálót, de október 24-én a sekély parti vizekben a Darter megfeneklett és nem sikerült kiszabadítani. A legénységet felvette a Dace, a tengeralattjárót pedig sorsára hagyták. A Takao visszatért Szingapúrba, és ott is maradt a háború végéig.
Az Atago olyan gyorsan elsüllyedt, hogy mentőcsónakok leengedésére sem volt idő és még Kurita tengernagy is kénytelen volt feleleveníteni úszótudását. Miután kihalászták, a tengernagy a Jamato-ra költözött.

## A Sibuyan-tengeri csata

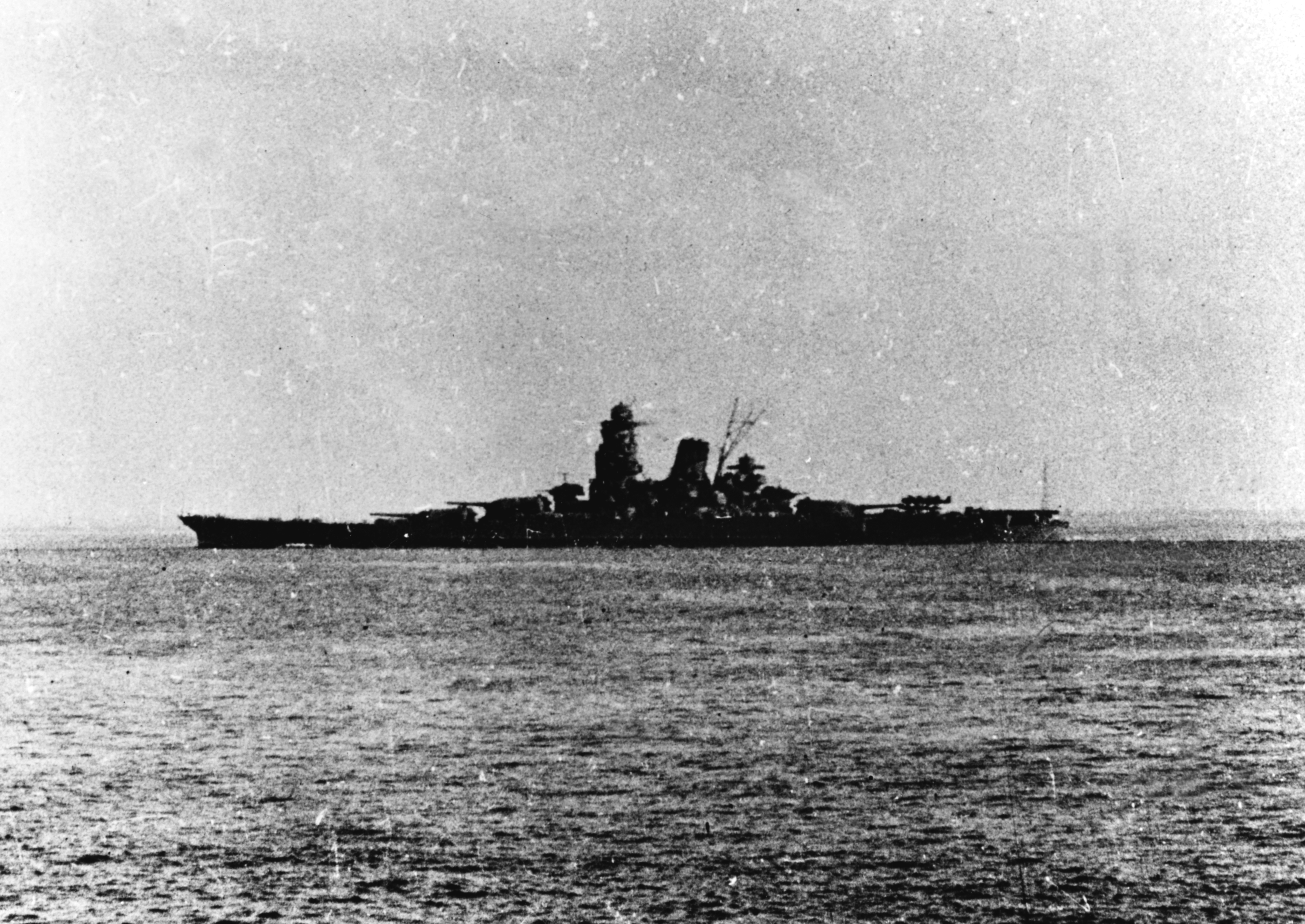
A Muszasi Bruneiből kihajózóban 1944 októberében

Október 24-én reggel 8-kor a 3. flottához tartozó USS Intrepid repülőgép-hordozó felderítőgépei észlelték a Sibuyan-tengerre beérkező japán főerőket. Mivel október 22-én Halsey két hordozó-csoportot (önálló egységként manőverező repülőgép-hordozók és kísérőhajóik) visszaküldött az Ulithi szigetén lévő támaszpontra utánpótlást vételezni. Így a 3. flotta pillanatnyilag meggyengülve és kedvezőtlen pozícióból kezdte meg a csatát.
A japán hajók észlelésekor csak a 38.2-es harccsoport (az Intrepid és két könnyű repülőgép-hordozó) volt a japánokhoz olyan közel, hogy támadást tudjon indítani. A Darter jelentésének befutásakor Halsey visszarendelte az egyik hordozó-csoportot, de a másik – legerősebb – hordozó-csoportnak csak október 24-én adott parancsot a visszatérésre, ezért ők a csatában már gyakorlatilag nem tudtak részt venni.
10:30-kor az Intrepid és a Cabot könnyű-hordozó bombázói megtámadták Kurita hajóit, találatokat értek el a Nagató, Jamato és Muszasi csatahajókon és súlyosan megrongálták a Mjókó nehézcirkálót. A második hullám, amelyhez már az Essex és Lexington repülői is csatlakoztak, 10 találatot ért el a Muszasin. A súlyosan megsérült, az oldalára dőlő csatahajón a harmadik amerikai támadó hullám (az Enterprise és Franklin hordozók gépei) további 11 bomba- és 8 torpedótalálatot értek el, a csatahajó égő ronccsá vált.
Kurita visszafordította a hajóit és este 17:15-ig távolodott az amerikai hordozóktól, majd az est leszálltával ismét visszafordult és teljes sebességgel a San Bernardino-szoros felé haladt tovább. A magára hagyott Muszasi végül fél 8 körül süllyedt el. A világ második legnagyobb csatahajója soha nem harcolt repülőgépnél nagyobb ellenfél ellen és repülőgépek süllyesztették el, amelyek ellen 46 cm űrméretű ágyúi hatástalanok voltak.

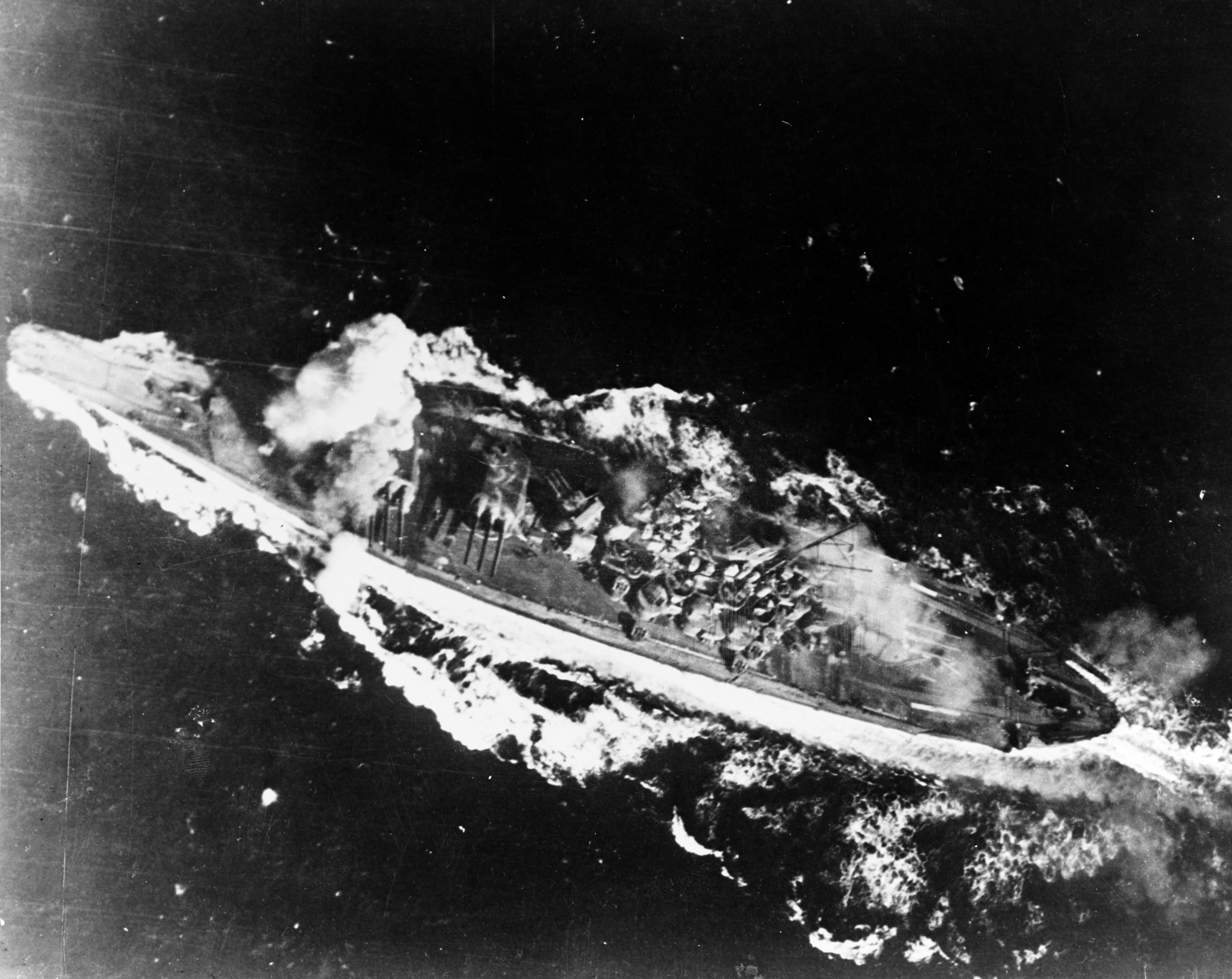
Bombatalálat éri a Jamato csatahajót, október 24-én

Időközben a Luzonban állomásozó 1. japán légiflotta gépei három hullámban támadták a 38.3-as harccsoport repülőgép-hordozóit. Ez a harccsoport nem vett részt a japán hajók elleni akcióban, feladata pont a szárazföldi bázisú japán légierő lekötése és megsemmisítése volt. Mindhárom japán támadó hullám kb. 50-60 gépből állt.
A legtöbb támadó japán gépet lelőtte a repülőgép-hordozók vadászrepülő-fedezete (az Essex kötelékparancsnoka, David McCampbell egymaga 9 gépet lőtt le). Egy japán zuhanóbombázónak azonban sikerült átcsúszni a vadászok között, és 9:38-kor egy 250 kg-os bombával eltalálta a USS Princeton könnyű hordozót. A találat következtében tűz ütött ki a hangárban és mivel a hajó tűzoltó rendszerei valamiért nem működtek megfelelően, a tűz továbbterjedt, és 15:23-kor egy hatalmas robbanás (valószínűleg a hátsó bombaraktárban) következett be.
A robbanás szétroncsolta a Princetont és súlyos veszteségeket okozott nem csak a sérült repülőgép-hordozón, hanem a közelben tartózkodó többi amerikai hajón is. Egyedül a Princeton mellett álló, és az oltásban segédkező USS Birmingham cirkáló több mint 300 főt veszített. A Princeton sodródó roncsát végül a Reno cirkáló süllyesztette el 17:50-kor.
Összességében a 3. flotta 259 repülőgépet indított október 24-én Kurita hajói ellen. Ezek többsége vadászbombázó-küldetés volt, amelyek számos találatot értek ugyan el és harcképtelenné tették a Muszasit és a Mjókót, de a japán flotta döntő része továbbra is harcképes maradt. A probléma az volt, hogy a vadászbombázók könnyű bombáival legalább 10-20 találatot kellett elérni ahhoz, hogy egy nagy japán csatahajó komolyan megsérüljön, ehhez pedig nem volt elegendő repülőgép a rendelkezésre álló könnyű hordozókon. Hiba volt az is, hogy a legtöbb pilóta egy hajót, a Muszasit támadta.
Most látszott csak meg, mekkora hiba volt hátraküldeni a nagy repülőgép-hordozókat, illetve nem rendelni őket vissza, amint lehetett. Eme rossz döntés következtében az amerikai flotta nem tudta kellően meggyengíteni és lelassítani Kurita hajóit, így azok az éjszaka folyamán áthajóztak a San Bernardino szoroson, és másnap reggel – az amerikaiak nagy rémületére – felbukkantak Samar partjainál.

## A San Bernardino szoros védelme és a 34. harccsoport
Miután az amerikaiak felderítették Kurita főerőit és Nisimura Déli flottáját, Halsey tengernagy haditanácsot tartott a USS New Jersey csatahajó fedélzetén.
Mivel ekkor még nem tudtak Ozava északi repülőgéphordozó-flottájáról, az a döntés született, hogy egy erős köteléket rendelnek a San Bernardino-szoros védelmére, hogy feltartóztassák a japán főerőket. A 34-es harccsoportnak (Task Force 34) nevezett köteléket Lee altengernagy (Vice Admiral) parancsnoksága alá rendelték, aki ekkor már a ComBatPac parancsnoka, 6 csatahajó, 5 cirkáló és 14 romboló erősségben, két repülőgéphordozó-csoporttal kiegészítve. Halsey ilyen értelmű parancsokat küldött kapitányainak. A rádióadásokat Nimitz tengernagy csendes-óceáni főparancsnokságán is fogták. A harccsoport hajóinak elkülönítése azonban ekkor még nem történt meg.

## Halsey északra tör (október 24.)
Október 24-én késő délután, 16:40-kor a 3. flotta felderítőgépei felfedezték Odzava Északi flottáját. Azért nem korábban, mert Halseyt és a flotta parancsnokait túlságosan lekötötte a Kurita elleni harc és a szárazföldi légierő támadása elleni védekezés. A felderítést késleltette az is, hogy Odzava rádiósai lehallgattak egy amerikai üzenetet, amely (tévesen) arról számolt be, hogy minden japán egység visszavonul, ezért ő is visszafordult. A japán főparancsnokság azonban felülbírálta ezt a döntést, így a flotta ismét megfordult.
Halsey, miután rájött, hogy az északi flottával hajóznak a japán repülőgép-hordozók, rögtön „átlátta”, hogy a japán flotta főerőivel áll szemben, azaz elhitte a japánok cselét. Kurita flottáját a nap folyamán támadó pilóták optimista jelentései alapján úgy ítélte meg, hogy a japán csatahajó-flotta súlyos veszteségeket szenvedett, és nem jelent további veszélyt. Haladéktalanul, minden rendelkezésére álló hajóval elindult észak felé, és erről rádióüzenetben értesítette a főparancsnokságot és Kinkaid tengernagyot, a 7. flotta parancsnokát. Mivel a 34-es harccsoport hajói még mindig a régi kötelékeikben haladtak (mert Halsey még mindig nem rendelte el a különítmény megalakítását), ők is észak felé hajóztak a többiekkel.
Nimitz és a többi parancsnok – Halsey előző üzenete alapján – ezt úgy értelmezte, hogy a 34. harccsoport kivételével minden egység északra indul, és mindenki azt hitte, hogy a San Bernardino-szorost egy erős kötelék őrzi.
24-e éjszaka egy amerikai felderítőgép ismét észlelte a szoroson befelé haladó japán főerőket, és ezt jelentette repülőgép-hordozójának, a USS Independence-nek. A hordozócsoport parancsnoka haladéktalanul továbbította az üzenetet Halsey törzsének, akik egy „már tudjuk”-kal nyugtázták azt. Lee altengernagy és több amerikai kötelékparancsnok annyira fontosnak tartották ezt az információt, hogy még egyszer megismételték az üzenetet és felébresztették a hordozóraj parancsnokát, Mitscher tengernagyot, aki annyit mondott: „Halsey tud mindent, ha akar valamit, majd szól” és visszafeküdt aludni.
Így miközben Halsey teljes 3. flottája teljes gőzzel észak felé haladt, az őrizetlenül maradt San Bernardino-szoroson áthajózott Kurita tengernagy csatahajó-flottája, soraiban a világ legerősebb hadihajójával a Jamato-val, és gyorsan közeledett a védelem nélkül maradt partraszálló flotta felé.

## Csata a Surigao-szorosban (október 25.)

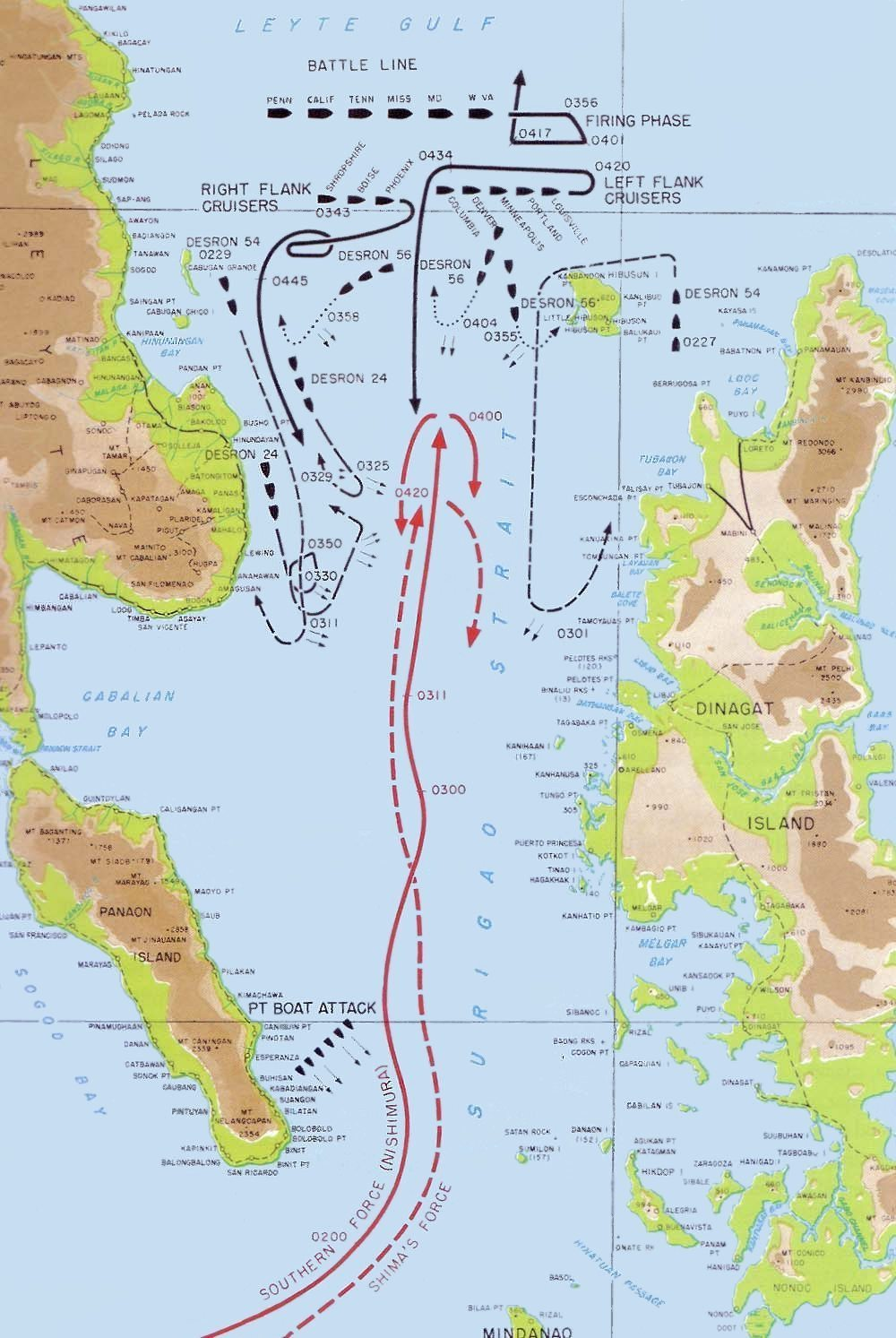
Csata a Surigao-szorosban

Nisimura tengernagy Déli flottája a Leyte-sziget déli csücskét megkerülve, a Suriago-szoroson keresztül közeledett a partraszálló flotta felé. A Déli flotta 2 csatahajóból (Jamasiró és Fuszó), egy nehézcirkálóból (Mogami) és négy rombolóból állt. A flottát október 24-e folyamán amerikai bombázók már támadták, de jelentősebb sérülést nem tudtak okozni.
A meglepetés teljessé tétele érdekében japánok rádiótilalmat rendeltek el Nisimura és Kurita flottái számára, így azok nem tudták koordinálni manővereiket. Amikor a déli flotta megközelítette a Surigao-szorost, Kurita még messze járt a San Bernardino-szorostól, és lemaradt Nisimurától a déli flotta egy másik, jelentős köteléke is, amely Sima tengernagy vezénylete alatt hajózott.
Az amerikaiak viszont, felderítőgépeik révén pontos információkkal rendelkeztek a japán egységek mozgásáról, és Jesse Oldendorf tengernagy, a 7. flotta kísérőhajóinak parancsnoka alaposan felkészült a Surigao-szoros védelmére. 6 csatahajóból, 8 cirkálóból, 28 rombolóból és 39 torpedónaszádból álló flottát vezényelt ki és hajóit precízen helyezte el a szűk szoros mentén.
22:36-kor a PT–131 torpedócsónak rábukkant a sötétben hajózó japán flottára és a következő 3 és fél óra alatt a villámgyors torpedócsónakok több támadást indítottak Nisimura ellen. Találatot nem értek el a szintén gyorsan mozgó japán hajókon, de ez idő alatt Oldendorf hajói befejezték előkészületeiket és még kedvezőbb pozíciókba manővereztek.
Hajnali háromkor a japánok beértek a szorosba, ahol a part mentén mindkét oldalt felsorakozott amerikai rombolók tucatszám indították torpedóikat a szűk helyen manőverező japánok ellen.
Mindkét csatahajó több találatot kapott, a Fuszó elsüllyedt, a Jamasiró sérülten bár, de tovább tudott haladni. Elsüllyedt két romboló is, és használhatatlanná vált egy harmadik.
3:16-kor a USS West Virginia csatahajó 38 km távolságból radarjával bemérte a közeledő japán flottát. 3:53-kor 21 km távolságból ultramodern, radarral vezérelt elektronikus tűzvezető rendszerét használva tüzet nyitott a koromsötétben, látótávon kívül közeledő japán hajókra. 406 mm-es hajóágyúinak már az első sortüzével telibe találta a Jamasirót. Két perc múlva csatlakoztak a támadáshoz a USS California és a USS Tennessee csatahajók is, amelyek szintén fel voltak szerelve radarvezérelt tűzvezető rendszerrel.
A japánoknak, radarjuk nem lévén, esélyük sem volt arra, hogy válaszoljanak. A többi amerikai hadihajó egy része szintén néma maradt, a többiek a csatahajók lövedékeinek becsapódásai alapján próbálták bemérni a japánokat.
Az amerikai csatahajók tüzében a Jamasiró gyorsan elsüllyedt, a maradék két, súlyosan megsérült japán hajó (a Mogami cirkáló és a Sigure romboló) visszafordult.
A japán Déli csoport második része (Nacsi és Asigara nehézcirkálók, az Abukuma könnyű cirkáló és 8 romboló) Sima tengernagy parancsnoksága alatt 40 km-re lemaradva követte Nisimura erőit. Őket is megtámadták a lesben álló amerikai torpedócsónakok és eltalálták az Abukumát. Látva Nisimura flottájának roncsait és a szétlőve visszavonuló maradékot, Sima a visszavonulás mellett döntött. A nehezen navigálható szorosban, éjszaka megfordulni a sodródó roncsok és amerikai torpedók között nem bizonyult egyszerű feladatnak, és Sima zászlóshajója összeütközött a sérülten visszavonuló Mogami cirkálóval. A Mogami olyan súlyosan megrongálódott az ütközés következtében, hogy kormányozhatatlanná vált és másnap reggel az amerikaiak elsüllyesztették.
A Surigao-szoros csatája volt az utolsó a történelemben, ahol csatahajók harcoltak csatahajókkal. Itt fordult elő utoljára az is, hogy csatahajó süllyesztett el – pusztán ágyútűzzel – csatahajót.

## Csata a Samar-szigetnél (október 25.): a döntés

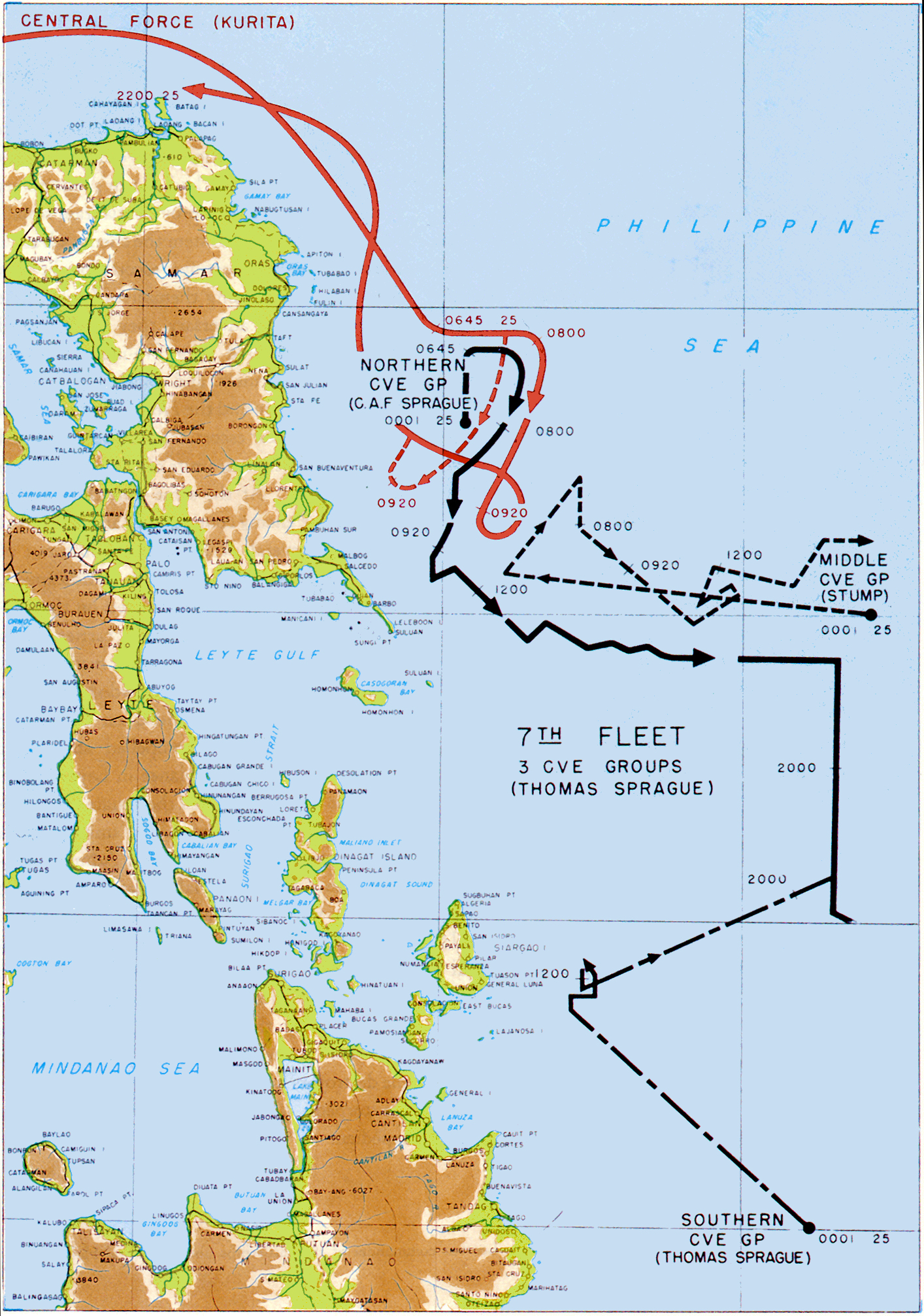
Ütközet Samar partjainál

Halsey tengernagy tehát teljes gőzzel száguldott észak felé, hogy lecsapjon Ozava csalétek-flottájára, és eközben őrizetlenül hagyta a Samar-sziget északi csücskénél lévő San Bernardino-szorost. Rajta kívül mindenki más (Nimitz a főparancsnokságon és Kinkaid tengernagy a 7. flottánál) azt gondolta, hogy Halsey a repülőgép-hordozóival siet Ozava után és az erős 34-es harccsoport csatahajói őrzik a átjárót. Azonban a 34-es harccsoport meg sem alakult és Lee csatahajói is Halsey flottájával robogtak észak felé mint a 3. flotta minden egyes hajója.
Kurita hajói október 25-én hajnali háromkor megkerülték a Samar-sziget északi csücskét, és délre fordultak Leyte felé. Az óriási Jamato mellett 3 másik csatahajó szelte a vizet, kíséretükben 6 nehéz és 2 könnyű cirkálóval és egy tucat rombolóval.
Köztük és a partraszálló flotta között már csak a 7. flotta tizenhat kísérőhordozója volt, illetve a kísérőhordozók kísérőhajói: 3 romboló és egy maréknyi gyengén felfegyverzett, lassú kísérőromboló.
A kísérőhordozók fő feladata a felderítés és a szárazföldi csapatok támogatása volt, ellenséges hajók elleni harcra nem igazán voltak alkalmasak, mivel lassúak voltak és nem rendelkeztek páncélzattal. A repülőgépeiken kívül gyakorlatilag fegyvertelenek voltak, a légtérvédelmet adó légvédelmi gépágyúkat és géppuskákat leszámítva. A kísérőhordozókon összesen kb. 450 repülőgép volt, főképp vadászok és torpedóbombázók, javarészt tengeralattjáró elleni és szárazföldi célokra alkalmazott repeszbombákkal felszerelve.
A kísérő-repülőgép-hordozók mellé beosztott, szintén páncélozatlan és lassú őrhajókat a flottában gunyorosan csak konzervdobozoknak, bádogteknőknek (tin can) nevezték. Ezeknek a hajóknak a tengeralattjárók elleni védelem volt a feladatuk, csekély sebességük, felszíni fegyverzetük és páncélzatuk hiánya nem tette őket alkalmassá komolyabb felszíni célpontok elleni harcra.

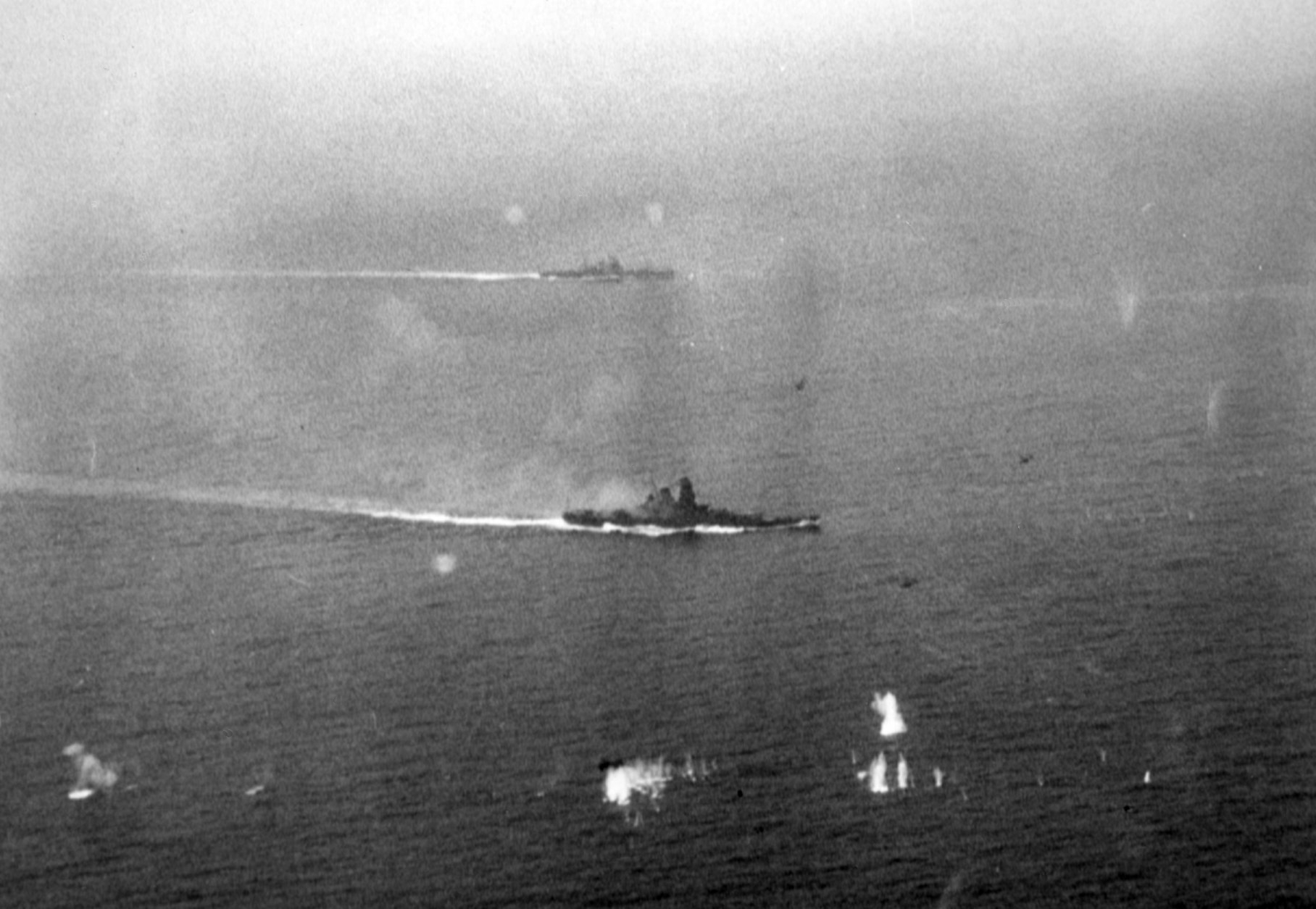
A Jamato akcióban Samar partjainál

A japán flottát először a Clifton Sprague ellentengernagy (Rear Admiral) parancsnoksága alatt hajózó kötelék (77.4.3-as harccsoport, hívójele Taffy 3) egyik felderítőgépe észlelte 6:43-kor. A USS St. Lo hajnal előtt négy TBF Avengert indított tengeralattjáró-felderítő bevetésre, közülük az egyik vette észre a japán köteléket 6:37-kor. „Ellenséges flotta, 4 csatahajó, 4 nehéz- és 2 könnyűcirkáló, 10-12 romboló, 20 mérföldre északra, közeledik 30 csomóval” szólt a pontos jelentés. Mindenki azt hitte, hogy a 34-es harccsoport hajóit nézte el a pilóta, ezért arra utasították, menjen közelebb. Az ismételt célazonosítás során a pilóta azt közölte: „Látom a pagoda árbócokat. Látom a legnagyobb húsgombóc zászlót a legnagyobb csatahajón, amit valaha láttam!”, volt a válasz, a japán hajók jellegzetes alakú felépítményére utalva. A pilóta, William C. Brooks a három kötelék legnagyobbikát vette észre, melybe négy csatahajó, hat nehézcirkáló, két könnyűcirkáló és körülbelül tíz romboló tartozott.
Teljes volt a meglepetés. Perceken belül a harccsoport tengerészei már szabad szemmel is megpillantották a horizont mögül felbukkanó japán flottát, majd rövidesen záporozni kezdtek a lövedékek. Sprague azonnal megfordította hat hordozóját és minden repülőgép azonnal felszállt, ezután a hordozók egy esőfelhő irányába menekültek, miközben a rombolók – szintén ellenséges tűz alatt – füstfüggönyt próbáltak vonni a flotta és a japánok közé.

### A bádogteknők támadásra indulnak
A USS Johnston romboló hirtelen kivált a vonalból és cikkcakkban haladva, hogy megnehezítse a japán tüzérek dolgát, teljes gőzzel az ellenséges flotta felé vágtatott. Ernest E. Evans sorhajóhadnagy (Lieutenant Commander), a 2100 tonnás Fletcher romboló csiroki indián származású parancsnoka öngyilkos rohamra vezette hajóját a japán csatahajók ellen, amelyek közül a legkisebb is 18-szor akkora volt, mint az ő hadihajója. A romboló ágyúi találatot találat után értek el a japán flottát vezető Kumano cirkálón, de a kis kaliberű ágyúk komoly sérülést nem tudtak okozni. Megközelítve a japán flottát, a romboló kilőtte mind a 10 torpedóját, amelyek közül az egyik eltalálta és megállította a Kumanót. A csatahajók eközben bemérték a rombolót és több sortűzzel harcképtelenné tették és roncsként tovább sodródott.
A USS Johnston példáján fellelkesülve, Sprague támadásra küldte a másik két rombolót is (USS Hoel és USS Heerman). Ezek hasonlóan hősiesen harcoltak. Betörtek a japán hajók közé, és így azok nem használhatták ellenük fő ágyúikat, mert féltek, hogy egymást találják el. Kisebb ágyúikkal azonban sortüzet zúdítottak a két rombolóra. A USS Hoel rövidesen elsüllyedt és ugyanígy járt a harchoz csatlakozó USS Samuel B. Roberts kísérőromboló is, amely mindössze 2 db 12,7 cm-es ágyúval és 3 torpedóval volt felszerelve. Támadott, sőt találatokat ért el a Csókai cirkálón, mielőtt egy 35 cm-es ágyúkból származó sorozat szitává nem lyuggatta a hajót. A USS Heermann-t egy repülőgép támadás mentette meg, melyet Felix Stump vezényelt a Taffy 2 kódjelű, 77.4.2-es csapásmérő kötelék (Task Unit 77.4.2) hat hordozójáról. A légitámogatásnak köszönhetően a Heermann fedélzetén összesen hat fő vesztette életét.
A négy kis hadihajó önfeláldozó műveletei nem voltak hiábavalóak, több torpedótalálatot értek el, mellyel jelentősen lelassították a közeledő japán flottát és szétzilálták annak alakzatát.
Miközben a rombolókkal Sprague időt nyert, elindította repülőit. Több gép fegyvertelenül, vagy csak géppuskákkal szállt fel, mert felfegyverzésükre nem volt idő és a felfegyverzett bombázók többsége is szárazföldi célok elleni repeszbombával, vagy tengeralattjárók elleni mélységi bombával repült, amelyek a páncélozott hadihajók ellen semmit sem értek. Ennek ellenére a repülők folyamatosan támadták a japánokat és a kevés, használható fegyverrel rendelkező gép értékes találatokat ért el. A fegyvertelenek pedig támadásokat színleltek, hirtelen irányváltoztatásokra kényszerítve a japánokat. Elsüllyedt két japán nehézcirkáló, használhatatlanná vált egy további és gyakorlatilag az összes japán hajó súlyos károkat szenvedett.

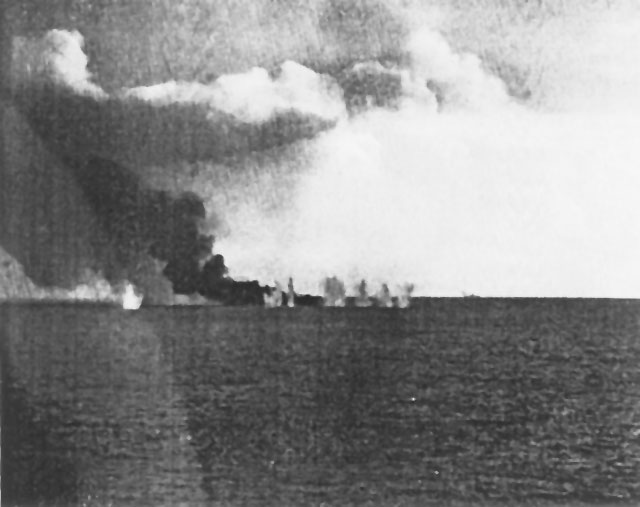
Találatok érik a Gambier Bay hordozót. Jól láthatók a becsapódó japán lövedékek vízoszlopai

A japánok közben folyamatosan lőtték az amerikai repülőgép-hordozókat. Felrobbant és elsüllyedt a Gambier Bay hordozó. Az amerikaiak óriási szerencséjére a japán csatahajók páncéltörő lövedékeket használtak, amelyek detonáció nélkül áthaladtak a páncélozatlan hajótesteken, csak kis, kezelhető lyukakat hagytak maguk után. A japán tüzérek álmukban sem gondolták volna, hogy páncélozatlan hajókra tüzelnek majd, és repesz-romboló lőszerek amúgy sem nagyon álltak rendelkezésre a csatahajók nagy űrméretű ágyúihoz.
Közben a sebesült Evans sorhajóhadnagy és legénységének sikerült újra használhatóvá tenni a USS Johnstont és működőképes ágyúikkal ismét tüzet nyitottak, ezúttal egy, a kísérőhordozók ellen torpedótámadásra készülő japán romboló-csoportra. A váratlan ágyútűz megzavarta a japánokat, akik elhibázták a hordozókat és teljes dühükkel az elsüllyedés és a japánok ellen egyszerre küzdő USS Johnston ellen fordultak. Az öt japán hajó tüzében vergődő romboló hamarosan magával vite a hullámsírba Evans parancsnokot és a legénység 186 tagját. A 327 fős legénységből csupán 131 élte túl a hajóelhagyást. Evans később posztumusz megkapta a Medal of Honort.
9:20-kor, amikor az amerikaiak már minden reményt feladtak, hogy akár csak egy kísérőhordozó is megmenekül, Kurita hirtelen megfordította a flottáját és parancsot adott a visszavonulásra. Úgy döntött, elég volt. Három nehézcirkálója elsüllyedt és a csatahajók közül is csak a Jamato maradt többé-kevésbé sértetlen, amellyel nem bírtak a kísérőflotta repülői. A japán hajók gyorsan távolodtak a San Bernardino-szoros irányába és sikerült elmenekülniük Halsey későn visszatérő flottája elől is. Három nehézcirkálója árán elsüllyesztett egy amerikai kísérő-repülőgép-hordozót, két Fletcher osztályú rombolót és egy kísérőrombolót.

### Kamikaze támadás és a csata vége
Az amerikaiak éppen fellélegeztek a japán flotta távozását látva, amikor – a háború folyamán elsőként – kamikaze kötelék csapott le a partraszálló flottára és a kísérő-hordozókra. Találat érte a St. Lo kísérő-hordozót, amely 11:20-kor felrobbant és elsüllyedt.
A 77.4.3-as harccsoport összességében két kísérőhordozót, két rombolót és egy kísérőrombolót vesztett. Kommunikációs problémák és sajnálatos félreértések következtében napokon keresztül senki nem indult a vízben úszó túlélők megmentésére és sokuk odaveszett. Összességében kb. 1000 tengerészt és pilótát veszített az amerikai fél, a japánok vesztesége nem ismert.

## Az Engaño-foki csata (október 25–26.)
Odzava tengernagy északi flottája négy repülőgép-hordozóból (a Zuikaku, a Pearl Harbor-i támadás utolsó túlélője, valamint három könnyű-hordozó, a Zuihó, Csitosze és a Csijoda), két, repülőgép-hordozóvá félig átépített első világháborús csatahajóból (Hjúga, Isze), három könnyű cirkálóból és 9 rombolóból állt. A flottának mindössze 108 repülője volt.
Halsey 3. flottája, Odzava ellenfele a csatában, többszörös fölényben volt. Öt modern, nagy repülőgép-hordozó, (Intrepid, Franklin, Lexington, Enterprise, Essex), öt könnyű hordozó (Independence, Belleau Wood, Langley, Cabot, San Jacinto), hat csatahajó (Alabama, Iowa, Massachusetts, New Jersey, South Dakota, Washington), két nehéz- és hat könnyű cirkáló valamint több mint 40 romboló igyekezett, hogy elkapja a japánokat.
Október 25-én 02:40-kor Halsey parancsot adott a 34-es harccsoport korábban elrendelt megalakítására (Lee altengernagy 6 csatahajója és kísérőhajóik), és elrendelte, hogy közelítsék meg Odzava flottáját. Halsey többi egysége (az repülőgép-hordozók és kísérőhajóik) 38-as harccsoport néven tevékenykedtek tovább, Marc Mitscher tengernagy taktikai irányítása alatt.
Hajnalban Odzava 75 repülőgépet küldött a 3. flotta ellen. A gépek többségét lelőtték, sérülést az amerikai flotta nem szenvedett. A támadás maroknyi túlélője Luzonban szállt le, nem tértek vissza hordozóikhoz.

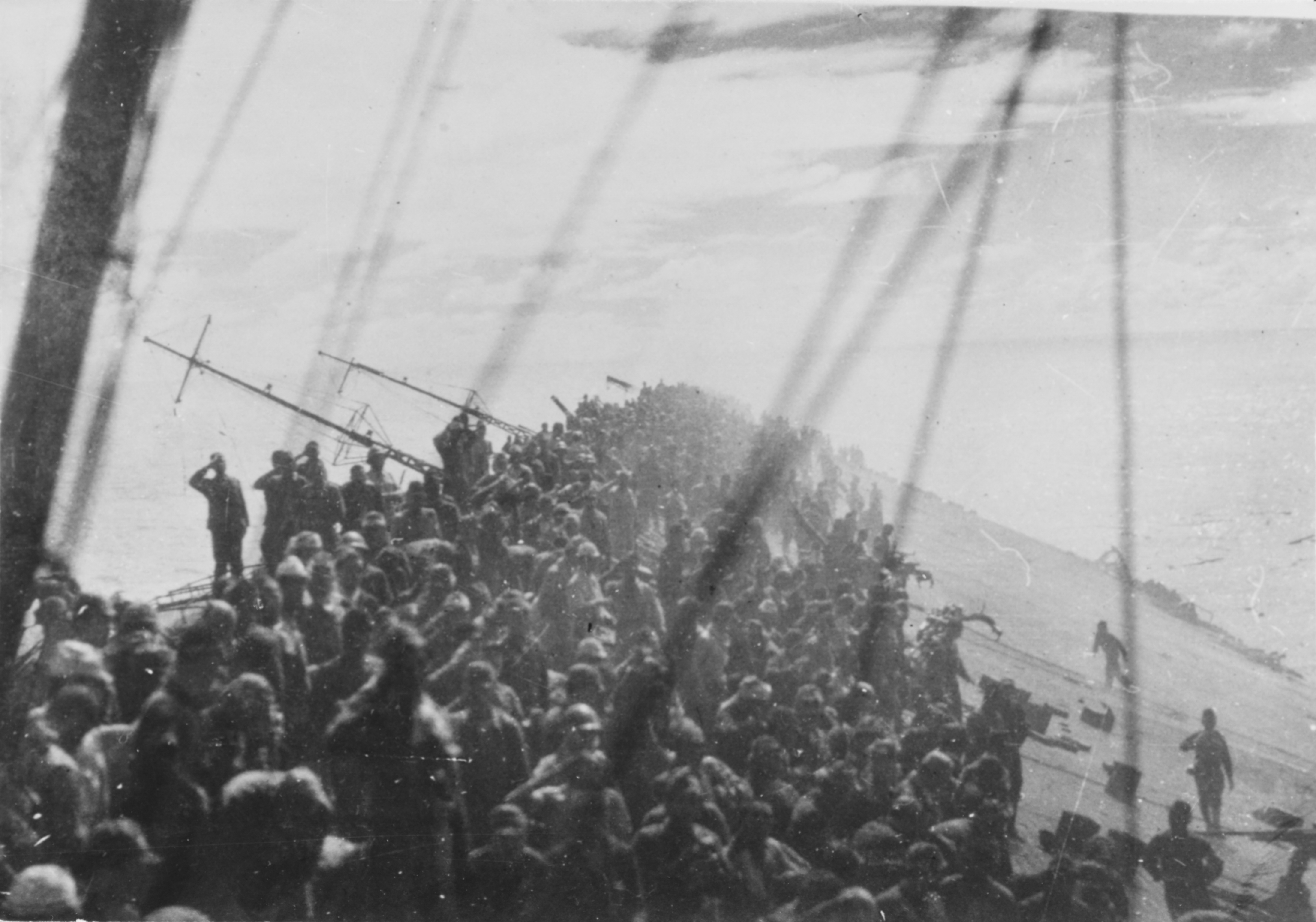
A Zuikaku legénysége tiszteleg a zászlólevonáshoz – elsüllyedéséig a hordozó a japán flotta zászlóshajója volt

Válaszul felszálltak az amerikai gépek is és a nap folyamán összesen 527 bevetést hajtottak végre a japán flotta ellen. Elsüllyedt a Zuikaku, a Zuihó és a Csitosze, és egy romboló. A Csijoda használhatatlanná vált, csakúgy mint a Tama cirkáló.

### A krízis – a 7. flotta segítséget kér
8 óra után elkezdtek beérkezni Kinkaid tengernagy szorongatott 7. flottájának segélykérő üzenetei, akiket Kurita csatahajói ágyúztak. A helyzet olyan súlyos volt, hogy némelyik üzenet már rejtjelezés nélkül érkezett: „HELYZETEM KRITIKUS. GYORS CSATAHAJÓK ÉS LÉGICSAPÁSOK KELLENEK, KÜLÖNBEN ELVESZNEK A HORDOZÓIM ÉS AZ ELLENSÉG LEYTÉHEZ ÉR.”, írta Kinkaid. Halsey megdöbbent. További zavart okozott – a tengernagy emlékiratai szerint –, hogy a nagyszámú üzenet miatt túlterhelt rejtjelező csoport nem érkezési sorrendben haladt az üzenetek megfejtésével, így azok csak több órás késéssel és nem időrendben jutottak el hozzá.
Bizonyos azonban, hogy a 3. flotta parancsnoksága már 8 óra körül számos jelből láthatta, hogy délen a helyzet kritikus, mégsem tettek semmit. Az 5000 km-re lévő Pearl Harbor-i főparancsnokságon a csatát a rádióüzenetek alapján követő Nimitz sem értette, hogy mi történik, ezért közvetlen üzenetet küldött Halsey-nek:
„FŐPARANCSNOKSÁG A 3. FLOTTÁNAK: HOL VAN, ISMÉTLEM HOL VAN A 34-es HARCCSOPORT? CSAK ÁMUL A VILÁG.” Az utolsó mondat valószínűleg nem volt az eredeti üzenet része, Nimitz rejtjelezést végző tisztje írta bele, mivel a használt kód megkövetelte, hogy az üzenetek adott számú betűből álljanak. A szöveget rendszerint értelmetlen halandzsával pótolták ki, ezúttal a rejtjelező tiszt úgy látszik kreatív próbált lenni és egy Tennyson-idézettel pótolta ki a hiányzó helyet („the world wonders”) Halsey, amikor meglátta a „csak ámul a világ” részt, a fedélzethez csapta sapkáját és őrjöngeni kezdett. Végül a segédtisztjének kellett rászólnia: „Hagyja abba! Mi a fenét csinál? Szedje már össze magát!”
11:15-kor Halsey végre intézkedett, és a 34-es harccsoportot, akik szinte már lőtávolságra voltak Odzava flottájától, megfordította és délre küldte. Ekkor azonban már késő volt, nem csak ahhoz, hogy a hajók megmentsék Sprague kísérő-hordozóit, hanem ahhoz is, hogy utolérjék Kurita visszavonuló flottáját. Így az elkülönített flottacsoport felesleges utat tett meg oda-vissza.
Ennek ellenére Halsey még egy elkeseredett, és ekkor már teljesen elkésett kísérletet tett a kísérő hordozók megmentésére: 16:22-kor parancsot adott a 34-es harccsoport két leggyorsabb csatahajójának és azoknak a hajóknak a kikülönítésére, amelyek legalább 32 csomós sebességre voltak képesek. Az újonnan alakult, 34.5-ös harccsoport, az Iowa és a New Jersey csatahajók vezetésével elrobogott déli irányba, és a 34-esek lassabb hajói lemaradva követték.
A 34.5-ös harccsoport beérte Kurita flottájának utolsó, sérülten visszavonuló és jelentősen lemaradt hajóját, a Novaki rombolót és rövid tűzharcban elsüllyesztette.

### A csata vége
Halsey visszatartott a 34-es harccsoportból egy 4 cirkálóból és 9 rombolóból álló kisebb erőt, majd DuBose altengernagy (Rear Admiral) vezetése alatt Odzava flottájának elfogására küldte őket. A különítmény 17:00-kor elsüllyesztette a sérülten sodródó Csijoda hordozót és 20:59-kor a makacsul védekező Hacuzuki rombolót.
Amikor Odzava értesült a különítmény működéséről, jó helyzetfelismeréssel azonnal ellenük küldte két, régi csatahajóból részlegesen átalakított hordozóját (Hjúga és Isze), amelyeken ekkor már egyáltalán nem voltak repülők. A csatahajók, bár régiek voltak, és több ágyújukat leszerelték, még így is jóval nagyobb erőt képviseltek mint az amerikai különítmény. A régi csatahajóknak végül nem sikerült a leszálló sötétségben megtalálni az amerikaiakat. Még érdekesebb kérdést vet fel, hogy mi lett volna, ha rábukkannak a 3. flotta védtelenül maradt repülőgép-hordozóira – Halsey ugyanis a 34-es harccsoport délre küldésével és a cirkáló-csoport kivezénylésével érdemi védelem nélkül hagyta az Odzava flottája közelében cirkáló hordozókat.
Halsey kritikusai a 34.5-ös harccsoport leválasztását is súlyos hibának tartják. Ugyanis, ha utol is érik Kurita visszavonuló flottáját, a két csatahajó együtt is nehéz helyzetben lett volna a Jamato ellen, amely a világ legnagyobb tűzerejű hadihajója volt. A kíséretében lévő, bár sérült, de korlátozottan harcképes hadihajókkal együtt pedig már egyértelműen a japánok lettek volna erőfölényben.
A csata utolsó felvonásaként az amerikai Jallao tengeralattjáró 23:10-kor megtorpedózta és elsüllyesztette a már korábban megsérült Tama könnyűcirkálót.

## Értékelés, következmények
William F. Halsey tengernagyot a csata után számos kritika érte, mert legalább 5 olyan hibát is elkövetett, amelyek súlyos amerikai veszteségekhez vezethettek volna. Először is, nem hívta vissza időben a hordozócsoportokat. Másodsorban az ő gondatlanságának volt a következménye, hogy Kurita át tudott kelni a San Bernardino-szoroson, és az október 25-én meghozott döntéseivel a 3. flotta hajóit is veszélybe sodorta, mely a harmadik hiba. Késlekedett a 34-es harccsoport délre küldésével is. Nem hajózott akkoriban a világtengereken olyan csatahajó, vagy akár kötelék, amelynek a Lee altengernagy, Amerika legtapasztaltabb sorhajó-parancsnoka alatt hajózó 34-es harccsoport 6 modern csatahajója ellen komoly esélye lett volna. De ahogy maga Lee jegyezte meg keserűen az események után az október–novemberi jelentésében: „A 34-es harccsoport a csata során semmiféle veszteséget nem okozott az ellenségnek.”. Nem, hiszen harcba sem tudott szállni ellenük, mert mindig rossz időben voltak rossz helyen.
Ennek ellenére – csodával határos módon –, a kísérő-hordozók repülőinek és a „bádogteknők” hősiességének köszönhetően a csatát az amerikaiak nagy fölénnyel megnyerték. A Japán Császári Haditengerészet pár rombolótól és cirkálótól eltekintve gyakorlatilag megszűnt létezni. Súlyos sérülések nélkül csak a Jamato élte túl a csatát, amelyet az amerikaiak később könnyűszerrel elsüllyesztettek. A többi, kikötőikbe sérülten visszavánszorgó hadihajó már nem vett részt további harcokban, javításokat végeztek rajtuk, vagy azokat el sem kezdték. 1945-re a japán haditengerészetnek már annyi üzemanyaga sem maradt, hogy a Jamato tartályait teljesen fel tudják tölteni. Elsüllyedt az összes, érdemben bevethető japán repülőgép-hordozó is.
A Fülöp-szigetek elvesztésével Japán számára elérhetetlenné vált a Délkelet-Ázsiában meghódított területek nagy része és az onnan származó, kulcsfontosságú nyersanyagok (különösen az olaj) is. Innen már nem volt visszaút. Tódzsó Hideki kabinetjének álma a japán birodalom fenntartásáról, lassan a végéhez érkezik.